# 王頊齡
王頊齡（1642年—1725年），字顓士，號瑁湖，晚號松喬老人，江南松江府華亭縣張堰（今上海市金山區）人，清朝政治人物。

## 生平
康熙二年（1663年）癸卯科江南鄉試舉人，康熙十五年（1676年）丙辰科進士，授太常寺博士，康熙十八年（1679年）博學鴻詞科，獲一等第六名，授翰林院編修，參纂《明史》，康熙二十年（1681年）充日講起居注官，康熙二十三年（1684年）升侍講，同年任順天學政，康熙二十八年（1689年）升侍講學士，同年左都御史郭琇疏劾少詹事高士奇與王鴻緒植黨營私，波及王頊齡，三人皆休致。康熙三十年（1691年）任侍讀學士，丁父憂歸里。
服闋，康熙三十六年（1697年）起為詹事府少詹事，康熙三十九年（1700年）改宗人府丞，康熙四十二年（1703年）升禮部左侍郎。康熙四十三年（1704年）康熙帝南巡，至王頊齡所居“秀甲園”，賜御書榜。康熙四十六年（1707年）康熙帝再次南巡時，再度前往其住所。康熙五十一年（1712年）改吏部左侍郎，充經筵講官，康熙五十二年（1713年）升工部尚書，同年任會試正考官，康熙五十五年（1716年）拜武英殿大學士，雍正元年（1723年）加太子太傅，同年弟王鴻緒病逝，清廷重開史局，以隆科多、王頊齡為監修。雍正三年（1725年）患痰疾，雍正帝命御醫治疾，又賜人參、藥餌，同年卒，贈少傅，諡文恭。

## 著作
著有《世恩堂詩集》。

## 家族
父王廣心。弟王鴻緒、王九齡。

## 延伸阅读
[在维基数据编辑]
 《清史稿·卷267》，出自趙爾巽《清史稿》

## 外部連結
- 王顼龄（页面存档备份，存于） 上海市地方誌辦公室